# Fairlee (hrabstwo Orange)
Fairlee – jednostka osadnicza w Stanach Zjednoczonych, w stanie Vermont, w hrabstwie Orange.